# Суміраго
Суміраго, Суміраґо (італ. Sumirago) — муніципалітет в Італії, у регіоні Ломбардія, провінція Варезе.
Суміраго розташоване на відстані близько 520 км на північний захід від Рима, 45 км на північний захід від Мілана, 11 км на південний захід від Варезе.
Населення — 6221 особа (2014).

## Демографія
Населення за роками:

Станом на 1 січня 2023 року в муніципалітеті офіційно проживав 221 іноземець з 47 країн, серед них 37 громадян країн Євросоюзу та 15 громадян України.

## Сусідні муніципалітети
- Альбіццате
- Аццате
- Безнате
- Брунелло
- Кастронно
- Крозіо-делла-Валле
- Єраго-кон-Ораго
- Морнаго